# 대구 남구청장
대구 남구청장은 대구광역시 남구의 구청장이다.

## 역대 남구청장
| 대수     | 구청장 | 임기                | 비고                            |
| -------- | ------ | ------------------- | ------------------------------- |
| 초대     | 이기영 | 1963.1.1~1964.10.5  | 경상북도 대구시 남구청장        |
| 2대      | 황옥성 | 1964.10.6~1966.6.7  | 경상북도 대구시 남구청장        |
| 3대      | 이술갑 | 1966.6.8~1968.5.9   | 경상북도 대구시 남구청장        |
| 4대      | 서석택 | 1968.5.10~1971.8.24 | 경상북도 대구시 남구청장        |
| 5대      | 박태문 | 1971.8.25~1972.8.1  | 경상북도 대구시 남구청장        |
| 6대      | 봉기수 | 1972.8.2~1973.11.2  | 경상북도 대구시 남구청장        |
| 7대      | 안병우 | 1973.11.13~1976.4.2 | 경상북도 대구시 남구청장        |
| 8대      | 김재완 | 1976.4.3~1977.2.8   | 경상북도 대구시 남구청장        |
| 9대      | 신태근 | 1977.2.9~1978.8.18  | 대구직할시 남구청장             |
| 10대     | 김긍호 | 1978.8.19~1981.6.30 | 대구직할시 남구청장             |
| 11대     | 오헌덕 | 1981.7.1~1982.9.17  | 대구직할시 남구청장             |
| 12대     | 신태수 | 1982.9.18~1986.3.7  | 대구직할시 남구청장             |
| 13대     | 서엽   | 1986.3.8~1988.6.10  | 대구직할시 남구청장             |
| 14대     | 지영식 | 1988.6.11~1989.9.26 | 대구직할시 남구청장             |
| 15대     | 조기현 | 1989.9.27~1991.7.15 | 대구직할시 남구청장             |
| 16대     | 이규열 | 1991.7.16~1993.1.17 | 대구직할시 남구청장             |
| 17대     | 김일수 | 1993.1.18~1994.4.18 | 대구광역시 남구청장             |
| 18대     | 이현희 | 1994.4.19~1995.6.29 | 대구광역시 남구청장             |
| 19대     | 이재용 | 1995.7.1~1998.6.30  | 민선1기, 초선                   |
| 20대     | 이재용 | 1998.7.1~2002.4.13  | 민선2기, 재선                   |
| 권한대행 | 임병헌 | 2002.4.14~2002.6.30 | 민선2기                         |
| 21대     | 이신학 | 2002~7.1~2006.6.30  | 민선3기                         |
| 22대     | 임병헌 | 2006.7.1~2010.6.30  | 민선4기, 초선                   |
| 23대     | 임병헌 | 2010.7.1~2014.6.30  | 민선5기, 재선                   |
| 24대     | 임병헌 | 2014.7.1~2018.6.30  | 민선6기, 3선, 최대12년 남구청장 |
| 25대     | 조재구 | 2018.7.1~2022.6.30  | 민선7기, 초선                   |
| 26대     | 조재구 | 2022.7.1~           | 민선8기, 재선                   |

## 같이 보기
- 대구 남구청장 선거